# 蘇菲亞·阿莫魯索
蘇菲亞·克莉絲汀娜·阿莫魯索 (Sophia Christina Amoruso，1984年4月20日—) ，是一位美國的企業家。她曾在2016年被富比世評選為世界上最有錢的白手起家女性之一。 

## 生平

### 早年生活
蘇菲亞·阿莫魯索在1984年出生於加州聖地牙哥；她有來自希臘、葡萄牙與義大利的血統。
自小，她成長於一個信奉希臘東正教的家庭。在被診斷出患有注意力缺失症之後，她旋即輟學回家自學。她起先在一家賽百味餐廳工作，後來陸續在書店和唱片行等處任職。後來，她在父母離婚後搬至沙加緬度定居。當時，她在美國西岸過著四處流浪的生活；有時搭便車，有時在垃圾堆裡翻找可用物品，更有時偷竊。
2003年，她居住於波特蘭，並在進行偷竊時被逮著；該店損失預防部門隨即向她處以罰金，她也由此停止偷竊行為。
在發現鼠蹊部患有疝之後，她搬遷至舊金山以購買醫療保險支付其必要醫療；隨後，她一邊在社區學院就讀，一邊在舊金山藝術大學兼差檢查學生證件。

### 事業生涯
在舊金山藝術大學擔任保全時，她開了間名為「Nasty Gal Vintage」的eBay網路商店（該店命名源自放克歌手及時尚人物Betty Davis於1975年發行的專輯）。不久，Nasty Gal在社群媒體上培養出了一群由年輕女性組成的忠實追隨者；自2008年至2011年，其營業額由約22.3萬美元成長至近2.3千萬美元。
2013年，她在《紐約時報》上被稱作「一位科技界的灰姑娘」，《Inc.雜誌》同時也將她列入其「30 under 30 」名單，《商業內幕》更將她評為「現存最性感CEO」；同年，她的自傳#GIRLBOSS由企鵝出版集團旗下Portfolio出版社發行。
2015年1月12日，她宣布辭去在Nasty Gal的CEO職務。
2016年11月，Nasty Gal聲請破產保護，她辭去執行董事長職務。
2017年4月，由她的自傳改編而成的電視影集《正妹CEO》開始在Netflix播出。

## 連結
- Nasty Gal的官方網站 （页面存档备份，存于）